# Tatilisame (Ort)
Tatilisame (Tatilsame) ist eine osttimoresische Siedlung im Suco Fahisoi (Verwaltungsamt Lequidoe, Gemeinde Aileu).
Die Siedlung Tatilisame liegt im Zentrum der Aldeia Tatilisame, in einer Meereshöhe von 1243 m, südlich der Hauptstraße des Sucos. Sie ist ein Ortsteil von Lequidoe, dem Hauptort des Sucos. Nordöstlich befindet sich der Ort Fatubuti und nordwestlich Aituin. Nach Süden führt eine Straße in den Suco Manucassa.
Im Ort Tatilisame befinden sich das Hospital Fahisoi und das Haus des Chefe de Suco.